# (36562) 2000 QV109
2000 QV109 (asteroide 36562) é um asteroide da cintura principal. Possui uma excentricidade de 0.02091060 e uma inclinação de 3.63307º.
Este asteroide foi descoberto no dia 26 de agosto de 2000 por Wolf Bickel em Bergisch Gladbach.